# Monticellina dorsobranchialis
Monticellina dorsobranchialis é uma espécie de anelídeo pertencente à família Cirratulidae.
A autoridade científica da espécie é Kirkegaard, tendo sido descrita no ano de 1959.
Trata-se de uma espécie presente no território português, incluindo a sua zona económica exclusiva.